# Tuindorp Hustler Click
De Tuindorp Hustler Click, afgekort THC, is een uit tientallen los-vaste leden bestaande Nederlandse rapgroep die midden jaren negentig in de wijk Tuindorp Oostzaan in Amsterdam-Noord ontstond. De rappers worden tegenwoordig gezien als de grondleggers van de Nederlandse straatrap. Alle leden komen uit Tuindorp Oostzaan en omstreken en staan onder contract bij hun label THC Recordz. Hoewel de groep is gemodelleerd naar een hiërarchie, met Rocks als frontman en RB Djan als onderbaas, zien de jongens elkaar als broeders. De groep vaak wordt gezien als een bende, omdat veel leden van de THC hun geld verdienden in het criminele circuit. Hun muziek is te vergelijken met de Amerikaanse gangstarap; teksten met rauw taalgebruik over het straatleven, seks, wilde feesten, maar ook over het belang van onderlinge loyaliteit en de positie van allochtonen in Nederland. Ze steken de liefde voor hun stad Amsterdam niet onder stoelen of banken en veel van de rappers beschikken over een plat Amsterdams accent.
In 2004 braken ze door met het nummer Wil je weten hoe het voelt?, waarna in 2005 het debuutalbum Artikel 140 verscheen. De groep kwam in die tijd in conflict met verschillende rappers. Zo verschenen er disstracks richting Negativ en Lexxxus. Eind 2005 verliet Appa door meningsverschillen de groep en in 2007 kwam hun tweede album Puur & Onversneden uit. Na een korte stilte sloot de groep eind 2009 een deal met het nederhoplabel Top Notch, waarna de THC Recordz mixtape vol. 2 verscheen. In 2014 verloor THC twee leden: mede-oprichter, zanger en rapper Zuen overleed aan kanker en Challa kwam om het leven tijdens een schietpartij in Amsterdam-Noord. Begin 2017 werd het bekend op social media dat er nieuwe THC-muziek onderweg is.

## Geschiedenis

### 1995-00: Ontstaan van THC
THC ontstond in de arbeidswijk Tuindorp Oostzaan in Amsterdam-Noord, waar een groep jongens met verschillende culturen met elkaar opgroeide. Zo bestond de groep uit jongens van Nederlandse, Surinaamse, Antilliaanse, Marokkaanse, Tunesische, Turkse en Armeense komaf. De vriendengroep hing vaak rond bij het buurthuis De Kluft, tegenwoordig Satirius genaamd.
De latere THC-voorman Rocks begon midden jaren negentig met rappen. Hiervoor richtte hij zijn kamer als een kleine studio in. Zo vormde de vriendengroep in 1996 de rapgroep Tuindorp Hustler Click, oftewel THC. Uit de nummers die hij met vrienden opnam ontstond de eerste THC-productie, getiteld Nummer 1 Rocks van de THC uit 2001. De jongens rapten hierin over hun ervaringen en de levensopvattingen die zij met elkaar deelden. De muziek sloeg aan op straat, waarna iemand enkele nummers van de cd op het internet zette en de muziek zich kon verspreiden.

### 2002-04: Doorbraak en de Mixtape vol. 1
THC begon zelfstandig met optreden in kleine clubs. Rond 2002 voegde rapper Appa zich bij THC nadat hij met Kenna aan de slag was gegaan met het THC-nummer Je bakt er niks van. De cd Mixtape Vol. 1 verscheen een jaar later in 2003, waar de bekende nummers Kogel vangen voor je mattie, Zina en Wil je weten hoe het voelt op staan. Dat jaar richtten de leden Rocks en d'Tuniz het label THC Recordz op, om vanuit daar verder door te kunnen groeien.
In 2004 maakte THC-lid RB Djan het nummer Ballen tot we vallen met DJ Chuckie, dat een hit werd. Aan het eind van dat jaar kwam THC negatief in het nieuws omdat er bij een van hun optredens een groot gevecht was uitgebroken. De groep trad op tijdens een festival in Utrecht, waarna door een onbekende oorzaak een grote vechtpartij uitbrak. Een THC-lid stak een bezoeker neer met een steekwapen en tien THC-leden werden die dag opgepakt.
Bijna alle THC-leden reisden later naar Marokko om een nieuwe clip op te nemen van het nummer Zina. Bij terugkomst sloot het inmiddels opgerichte THC Recordz een distributieovereenkomst met de jonge platenmaatschappij Walboomers en werd Wil je weten hoe het voelt als maxisingle op de markt gebracht. Het nummer werd onder andere door televisiezender The Box een succes en bereikte in 2004 de Nederlandse Single Top 100. Kees de Koning van het nederhoplabel Top Notch zocht contact met de groep, maar van een deal kwam het uiteindelijk niet.

### 2005-06: Artikel 140 en conflicten
In 2005 kwam hun debuutalbum Artikel 140 uit, verwijzend naar artikel 140 van het Wetboek van Strafrecht aangaande het lidmaatschap van een criminele organisatie, waarmee in dit geval op de Tuindorp Hustler Click gedoeld werd. Artikel 140 bevat twee schijven, een donkere en een lichte kant. De eerste schijf, de ene kant genoemd, gaat over het harde straatleven. De andere kant belicht de lichte kant en bestaat onder andere uit partynummers op zoals In de Noordside. De plaat werd in september gepresenteerd in de Melkweg, Amsterdam.
Dat jaar kwam de groep ook in conflict met verschillende rappers uit Amsterdam. De rapper Lexxxus maakte het nummer Damsco, waarin hij onder andere THC dist. Op het nummer werd hij bijgestaan door Negativ, die op zijn beurt uithaalde naar D-Men. THC reageerde met de disstrack Je wilt geen beef, waar ze niet alleen Lexxxus maar ook Negativ uitdaagden. Lexxxus reageerde door middel van de diss Ik wil beef en Negativ bracht het nummer Dacht je nou echt? uit. Het bleef niet alleen bij disstracks, maar het conflict kwam verschillende keren tot een fysiek gevecht. Zo ook tijdens de première van de film Bolletjes Blues, waarin Negativ een rol had. Leden van THC waren uitgenodigd door Raymzter, waardoor het tot een confrontatie kwam. Rocks raakte op de rode loper in gevecht met Lexxxus waarna de twee uit elkaar werden gehaald door Raymzter en de bewaking.
THC-lid Appa verliet de groep in 2005. Dit werd pas in 2006 bekend, toen Appa in een interview liet weten dat hij THC had verlaten vanwege zakelijke conflicten. Later zou gebleken zijn dat ook persoonlijke wrijvingen ten grondslag lagen aan zijn vertrek. Appa ging daarop solo verder.

### 2007: Tweede albumPuur & Onversneden
In maart 2007 kwam het tweede officiële album uit, getiteld Puur & Onversneden, dat 20 nummers bevatte. Alhoewel het album bij een kleine schare fans positief werd ontvangen, was de toon van de recensies overwegend negatief. Meest gehoorde kritiek was dat de nummers van het album door onderling grote verschillen in de rapkwaliteiten van de THC-leden uit balans werden gebracht. Ook zou de muziek te sterk leunen op invloeden van de Amerikaanse rapper Tupac en verschilde het album in de keuze en uitwerking van onderwerpen slechts weinig van eerder uitgebracht werk.

### 2009-11: Deal met Top Notch, deMixtape 2enDe Onderbaas
Na een stilte kwam eind 2009 het nieuws dat THC een deal had gesloten met het inmiddels succesvolle Top Notch. Top Notch en THC Recordz gingen gezamenlijk nieuwe muziek uitgeven van de rapgroep. De al bestaande THC albums zouden zowel digitaal als fysiek opnieuw worden uitgegeven, maar eerst werden de pijlen gericht op de nieuwe mixtape van de groep. THC-rappers Rocks en RB Djan tekenden daarnaast een contract voor hun solo-projecten.
Begin 2010 kwam het eerst wapenfeit van de samenwerking uit: THC Recordz vol. 2, zeven jaar na de vol. 1. Clips werden geschoten voor de nummers Niet Naar Huis (Remix) en Barzz. Het nummer Ik Mis Je was speciaal geschreven voor oud-THC lid Marvin, die in oktober 2008 overleed tijdens een steekpartij in Tuindorp. De groep gaf vervolgens aan dat er een nieuw THC album onderweg was. Het album, getiteld Artikel 141, zou in 2010 uit moeten komen.
Dat jaar stond verder in het teken van het debuutalbum van RB Djan. De rapper bracht vervolgens zijn lange verwachte album in februari 2011 uit.

### 2012-14: Solo-werk en het verlies van Zuen
Het werd stil rond de groep. Hoewel de oude THC-albums opnieuw zouden worden uitgegeven werd dat nooit gerealiseerd. Ook het derde THC-album Artikel 141 verscheen tot op heden nog niet. In 2013 bracht frontman Rocks wel zijn solo-mixtape Rocky 2 uit.
2014 werd een droevig jaar voor de Tuindorp Hustler Click. In mei werd het bekend dat de 31-jarige Challa was omgekomen tijdens een schietpartij in Amsterdam-Noord. Zuen, een van de bekendere leden van de groep, overleed vervolgens op 12 december op 33-jarige leeftijd aan de gevolgen van kanker. Rocks bracht vervolgens het nummer Op een dag uit, dat gericht was aan zijn overleden vriend. Zuen heeft het nummer echter niet meer gehoord.

## Invloed
De rappers van de Tuindorp Hustler Click worden gezien als de grondleggers van de Nederlandse gangstarap, in Nederland ook wel straatrap genoemd. Zij waren de eerste groep die succesvol over het straatleven, seks, drugs en geweld rapten en hebben hiermee een belangrijke rol gespeeld in het ontstaan van de nederhop zoals wij die vandaag de dag kennen.
Kees de Koning, labelbaas van het grootste Nederhop-label Top Notch, noemde THC in 2009 een van zijn favoriete Nederlandse rapgroepen. Daarnaast meent hij dat THC veel mensen heeft geïnspireerd om zowel muziek te maken als zelfstandig te ondernemen. Rapper Boef zegt begin 2017 in een interview met Supergaande dat THC en later Kempi en Hef de deuren hebben geopend, waar hij en andere straatrappers nu de financiële vruchten van plukken.

## Leden
De los-vaste groep bestaat onder andere uit de volgende leden:
- Rocks - rapper, frontman, oprichter en THC Recordz labelbaas
- RB Djan - rapper, onderbaas
- d'Tuniz - rechterhand van Rocks, mede-oprichter THC Recordz
- Ace - rapper
- Mr Menaze - rapper
- Kingo - rapper
- Stony - rapper
- Kenna - rapper
- Lanni B - rapper
- Miss Sophie - zangeres
- DJ Chainsaw - dj
- Harra

Voormalige leden
- Appa - rapper (2002-2005)
- Flex - rapper
- Ado'nis (tegenwoordig bekend als Adje)[28]
- Marvin † - lid (tot zijn dood in 2008)[21]
- Challa † - lid (tot zijn dood in 2014)[8]
- Zuen † - rapper, zanger, mede-oprichter (tot zijn dood in 2014)[29]

## Discografie

### Albums
Studioalbums
- 2005 - Artikel 140 (2 cd's)
- 2007 - Puur & Onversneden

Mixtapes
- 2001 - #1 Rocks van de THC
- 2003 - Mixtape Vol. 1
- 2008 - Triple X Studio Mixtape Vol. 1
- 2010 - Mixtape Vol. 2

Hitnotatie
| Jaar | album              | Top 100 | weken |
| ---- | ------------------ | ------- | ----- |
| 2005 | Artikel 140        | 51      | 5     |
| 2007 | Puur & Onversneden | 67      | 3     |

### Nummers
Singles (fysiek)
- 2004 - Wil je weten hoe het voelt?
- 2007 - Geef mij maar Amsterdam

Losse nummers
- 2002 - Je bakt er niks van
- 2005 - Je wilt geen beef (Lexxxus & Negativ diss)
- 2018 - Een Daggie Tuindorp

Hitnotatie
| Jaar | nummer                      | Top 100 | weken | Top 40 | weken |
| ---- | --------------------------- | ------- | ----- | ------ | ----- |
| 2004 | Wil je weten hoe het voelt? | 51      | 3     | tip6   | -     |

## THC Recordz
Artiesten
| Act     | Vanaf | Releases op het label |
| ------- | ----- | --------------------- |
| THC     | 2003  | 3                     |
| Rocks   | 2003  | 4                     |
| RB Djan | 2003  | 2                     |
| Harra   | 2014  | -                     |

Voormalige artiesten
- Appa
- Badboy Taya (2009-10, 2012-15)[30]
- Flex
- Naffer[31]

Releases
| Jaar | Artiest     | Album                      |
| ---- | ----------- | -------------------------- |
| 2003 | THC         | THC Recordz mixtape vol. 1 |
| 2005 | THC         | Artikel 140                |
| 2007 | THC         | Puur & Onversneden         |
| 2008 | V.A.        | Triple X Mixtape           |
| 2008 | Flex        | 666 Mixtape                |
| 2008 | Rocks       | Rocky 1 mixtape            |
| 2008 | Rocks       | BN'er                      |
| 2010 | V.A.        | THC Recordz mixtape vol. 2 |
| 2010 | RB Djan     | #Code Willem mixtape       |
| 2011 | RB Djan     | De Onderbaas               |
| 2013 | Rocks       | Rocky 2 mixtape            |
| 2014 | Badboy Taya | Mama's Badboy 2            |
| 2017 | Rocks       | Doen of Dood Gaan          |